# لاس فلورس
لاس فلورس (به اسپانیایی: Las Flores) یک منطقهٔ مسکونی در آرژانتین است که در بخش د لاس فلورس واقع شده‌است. لاس فلورس ۲۳٬۸۷۱ نفر جمعیت دارد و ۳۶ متر بالاتر از سطح دریا واقع شده‌است.